# Tamopsis brevipes
Tamopsis brevipes là một loài nhện trong họ Hersiliidae. T. brevipes được miêu tả năm 1987 bởi Martin Baehr & Barbara Baehr.